# Árd Mór

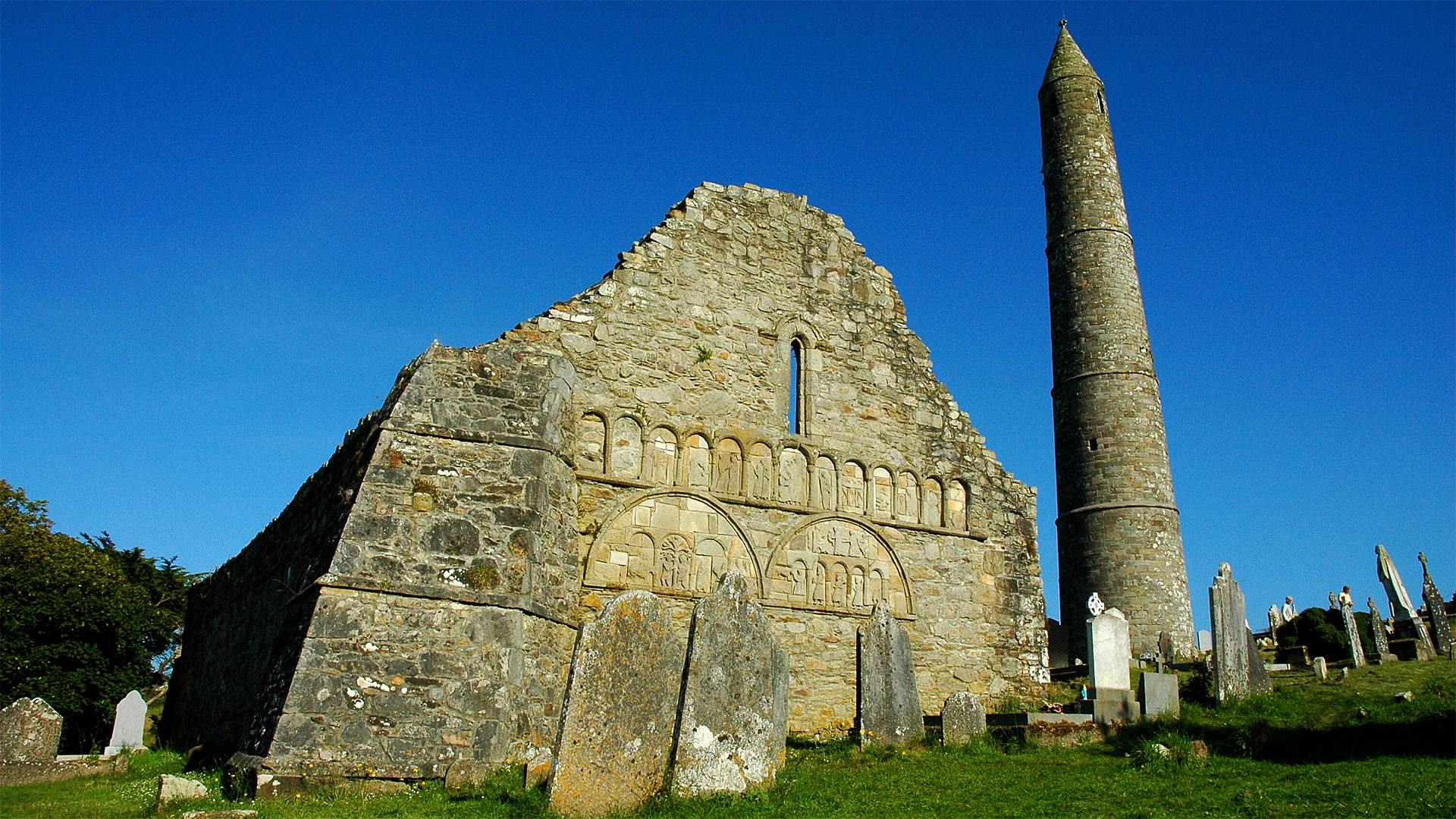
Dawna katedra diecezjalna w Annaghdown

Árd Mór (łac. Dioecesis Ardmorensis, ang. Diocese of Ardmore) – stolica historycznej diecezji w Irlandii, erygowanej w VI wieku, a zlikwidowanej w roku 1111. Współcześnie miejscowość Ardmore w hrabstwie Waterford. Obecnie katolickie biskupstwo tytularne.

## Biskupi tytularni
| Lp. | Biskup              | Funkcja                              | Od              | Do           |
| --- | ------------------- | ------------------------------------ | --------------- | ------------ |
| 1   | James Holmes-Siedle | emerytowany biskup Kigomy (Tanzania) | 15 grudnia 1969 | 22 maja 1995 |
| 2   | Raymond Field       | biskup pomocniczy Dublina (Irlandia) | 28 maja 1997    |              |